# Nadia Ben Mouhoub
 (novembre 2017).
Si vous disposez d'ouvrages ou d'articles de référence ou si vous connaissez des sites web de qualité traitant du thème abordé ici, merci de compléter l'article en donnant les références utiles à sa vérifiabilité et en les liant à la section « Notes et références ».
Nadia Ben Mouhoub (1969-2002) est une militante culturaliste kabyle.
Sa seule œuvre publiée est Tamacahutt n Basghar, une adaptation en tamazight de Pinocchio, parue en 2004 en hommage posthume. Elle n’a pas eu la chance d’être publiée de son vivant alors qu'elle avait écrit de nombreux manuscrits : 12 pièces de théâtre, 40 textes de chansons, des contes, des poèmes. Elle a été ravie au monde littéraire, théâtral, poétique le 27 octobre 2002 à l’âge de 33 ans à la suite d'un malaise cardiaque.